# Masochismo

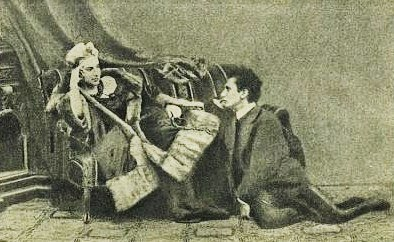
Masoch ai piedi di Fanny Pistor, ispiratrice del personaggio di Wanda in Venere in pelliccia, con accanto la frusta.

Il masochismo è la ricerca del piacere attraverso il dolore; questo può essere psicologico (umiliazione) oppure fisico (algolagnia). Attualmente è considerato una parafilia solo nei casi in cui la ricerca del dolore è l'unica forma di sessualità che permetta il raggiungimento dell'orgasmo.
In quanto tipologia caratteriale è il desiderio d'essere sottomesso e rimanere in balia di qualcuno che possa fare di lui/lei ciò che vuole; desiderio ed atto dal quale il soggetto che vi si sottopone consegue eccitazione sessuale. Il termine deriva dallo scrittore austriaco Leopold von Sacher-Masoch, autore del romanzo Venere in pelliccia, ove si descrive proprio una relazione di tipo masochistico: non dimentichiamo, infine, che quello descritto dal romanziere austriaco, e poco dopo tradotto come "perversione" da Richard von Krafft-Ebing che unendolo al sadismo creò la parola sadomasochismo (oggi usata spesso come sinonimo di BDSM, un gioco di ruolo sessuale imparentato col feticismo, acronimo di Bondage, Dominazione-sottomissione, Sadismo e Masochismo), è sempre e solo il cosiddetto masochismo maschile, in quanto all'epoca la sottomissione morale femminile era quasi la norma e la definizione risente quindi del maschilismo dell'epoca.

## Forme
Lo psichiatra austriaco Richard von Krafft-Ebing è il primo a definire e di conseguenza anche a descrivere il masochismo, considerandolo subito come sintomo patologico; nel suo libro "Psychopathia Sexualis: Eine Klinisch-Forensische Studie" (psicopatia sessuale: Uno studio clinico-forense) pubblicato nel 1886 lo etichetta con l'aggettivo 'mostruoso': per masochismo egli intende "quella particolare perversione della vita sessuale e psichica consistente nel fatto che l'individuo, nei suoi sentimenti e nei suoi pensieri erotici, è ossessionato dall'idea di essere sottomesso in modo assoluto e senza condizioni a una persona di un altro sesso, di essere trattato da questa in modo altezzoso, fino al punto di subire anche umiliazioni e torture".
Appena identificato come anomalia sessuale, la psichiatria allora nascente sospetta immediatamente una sua stretta correlazione con il sadismo, ma è Sigmund Freud a confermare la "realtà" dei due termini e ad associarli come opposti-complementari nel sadomasochismo. Secondo il fondatore della psicoanalisi esistono tre forme distinte di masochismo:
1. Masochismo erogeno. Forma di eccitazione che conduce al piacere sessuale
2. Masochismo femminile. Il masochismo sarebbe essenzialmente una caratteristica femminile, innato nelle donne e strettamente correlato al loro stesso 'funzionamento psicologico'. L'uomo masochista diventa perciò femminile, simbolicamente si castra (si femminilizza); la fantasia di castrazione si riconduce a sua volta alla vita infantile, quando la madre ha il potere di punire il bambino[2]. In conclusione il masochismo deriva allora da un non corretto superamento della fase edipica (Cfr. "Il problema economico del Masochismo - Freud 1923).
3. Masochismo morale. Colui che abbandonando la propria libido, sceglie di vivere il masochismo nella quotidianità dell'esistenza; è colui che nella vita d'ogni giorno, pare costantemente in attesa di ricevere uno schiaffo[2].

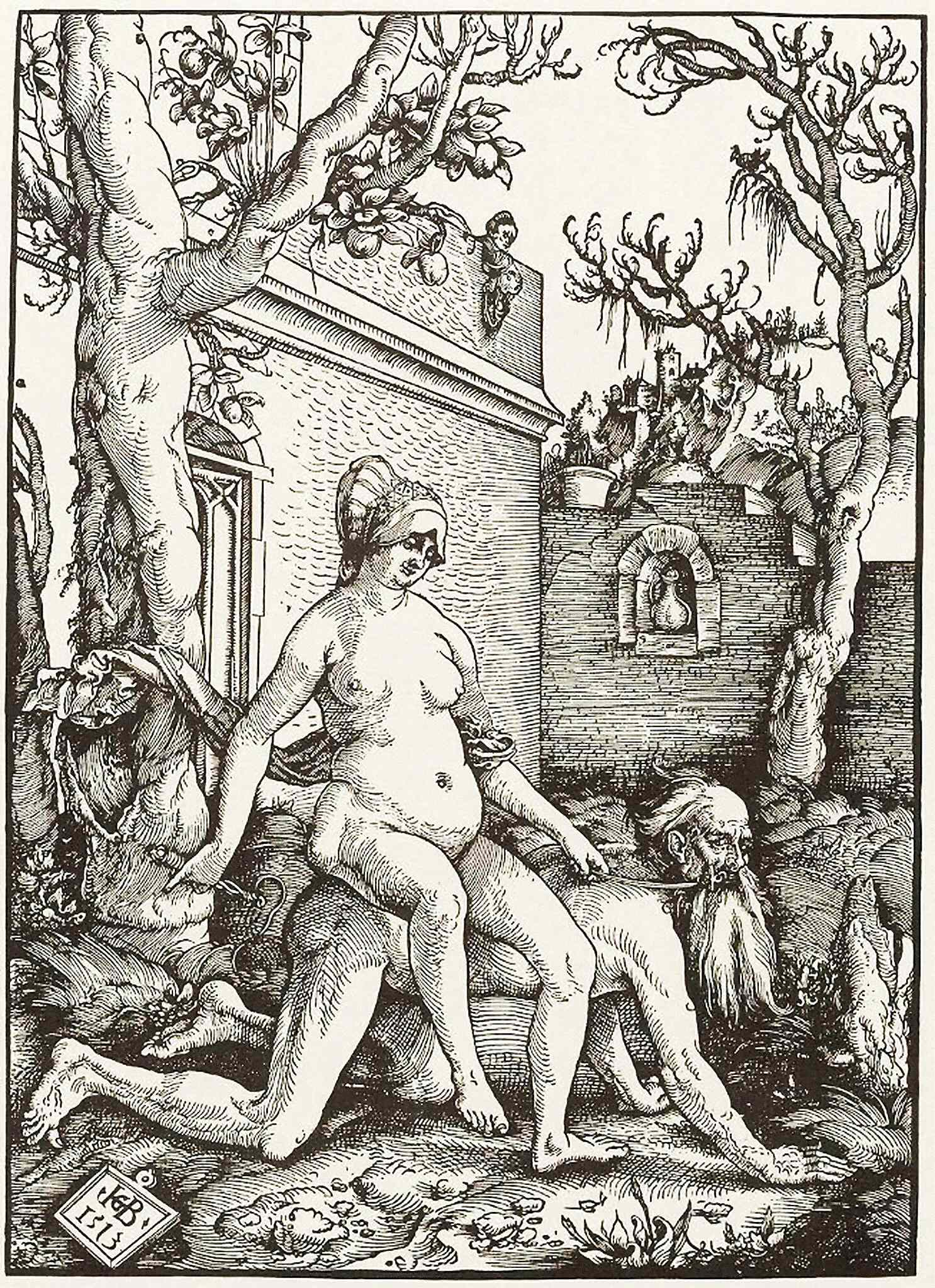
Fillide cavalca nuda, frustando le terga di Aristotele innamorato.

Secondo Benno Rosenberg invece il masochismo si può suddividere in mortale e vitale; non sarebbe possibile alcuna teoria sul masochismo senza la pulsione di morte. Tuttavia il masochismo erotizza e collega/riconduce a sé la distruttività insita nella pulsione di morte, rendendola così sopportabile e in determinate occasioni ne limita la pericolosità: il masochismo diviene in tal modo il "custode della vita psichica". Non è quindi solo una derivazione interna della pulsione di morte, ma starebbe nell'intersezione tra pulsione di vita e pulsione di morte.
Theodor Reik usa il termine "masochismo sociale" per analizzare quello che Freud aveva definito masochismo morale. Per Reik esso è un istinto comune, una possibilità presente in tutti gli esseri umani e che può diventare patologico solo superando certi limiti, escludendo cioè tutte le altre direzioni dell'istinto.
Lo stesso Freud ammette che "è insolito per la tortura masochista produrre la stessa impressione di serietà che ha la crudeltà, immaginata o messa in scena, del sadismo", anticipando così il concetto deleuziano di "mostro semiotico" riferito all'accostamento ed equivalenza dei due termini.
Ed è proprio Gilles Deleuze a negare il presunto innato legame sussistente tra masochismo e sadismo: "Il sadomasochismo è uno di quei nomi mal inventati, si tratta di un mostro semiotico..." Sadismo e masochismo sono considerati due mondi intimamente differenti; essi non possono essere completamente opposti, ma neppure entrare in una corrispondenza perfetta. Il sadismo è un mondo di reato, che esclude da sé ogni consenso, mentre il mondo del "contratto masochista" è una realtà ove tutto è accettato dal soggetto che educa il suo aguzzino.
La triolagnia può essere una forma di masochismo psicologico voyeuristico.

### Masochismo morale o sociale
La fantasia masochista scaturisce da un'immagine, una scena vista o vissuta, un film, un esempio religioso o altro; ma questa fantasia, questo sogno è sempre solo parzialmente realizzabile. Il masochista morale o sociale sposta la propria attenzione in direzione del mondo esterno quotidiano, in modo da 'soffrire le sue disgrazie' nella vita ordinaria, quasi inconsapevolmente; mentre il masochista erogeno sa quasi sempre qual è la sua esatta condizione: "Il masochista morale differisce da quello erogeno in quanto ignora le ragioni del suo comportamento"
Il masochista sociale è un fallito cronico, può avere successo nella vita sociale a condizione però di fallire in quella sentimentale. ci sono esseri che non si perdonano il successo esteriore È come fossero loro stessi i propri peggiori nemici; in tutto quel che fanno, riescono sempre a rovinare l'opera compiuta, rifiutano la meritata felicità. e, in casi estremi, fino al punto di metter a rischio la vita medesima
Nella psicologia individuale di Alfred Adler il masochismo può rivelarsi esser allora la realizzazione del proprio sentimento d'inferiorità, con il soggetto desiderante di confermare la propria connaturata incapacità, il tutto correlato a una "nevrosi da fallimento".
Per Reik la forma primaria rimane comunque sempre il masochismo sessuale, gli altri tipi si riducono ad esser dei diversivi; egli descrive il caso di pazienti che si alternano tra fasi di masochismo sessuale ad altre di masochismo sociale.
Per lo psicoanalista Paul Lawrence Assoun infine il masochista mette in scena il proprio desiderio di castrazione, diventa testimonianza eroica di questa passione, trionfa come vittima e si auto-assegna la palma del martirio.

#### In Giobbe
Secondo Ernest Renan, come si può pensare che Dio permetta a Satana di far del male a un uomo buono? Non solo, ma permettendogli anche di agire attivamente sulla Terra dandogli il potere di far soffrire l'umanità intera? Giobbe, pur subendo le peggiori prove per peccati mai commessi, non solo non negherà Dio, ma l'adorerà ancor più di prima. Finirà in tal modo con l'adorare il male stesso, la sofferenza che gli vuole infliggere il suo Dio. Tutto questo riflette il fatto di come il Libro di Giobbe sia ambiguo e quantomai equivoco; questi non fa che metter in evidenza il "desiderio di crudeltà" e noi non possiamo andare più avanti di esso nel tentativo di spiegare la crudeltà della sofferenza. Giobbe continua ad adorare Dio... (in mezzo al male) è come in estasi, in trance, in uno stato di trascendenza.
"Le frecce dell'Onnipotente mi hanno trafitto. I terrori di Dio sono schierati contro di me... Io grido a te e tu non mi rispondi, io sto lì e mi guardi fissamente". Per Paul Lawrence Assoun Giobbe è inconsolabile ma anche, allo stesso tempo, inesauribile ed inconfutabile. Questo fino a quando Dio non gli parla: "dov'eri tu quando io creavo la Terra?"
Secondo René Girard l'esegesi del libro di Giobbe è molto più semplice, rispetto ad altri esempi antichi: attribuire a Giobbe una forma di masochismo è come volerla attribuire allo stesso Gesù Cristo e a tutti i cristiani; ma ciò sarebbe un troppo facile psicologismo che non regge all'analisi della teoria mimetica. Giobbe è invece l'equivalente del re sacro, che gode di una buona popolarità prima che venga estromesso da coloro che fino ad un momento prima lo amavano, secondo il destino dei re sacri in tempo di crisi (esattamente come accade anche nell'Edipo re di Sofocle): Giobbe diventa un mero "capro espiatorio" agli occhi dei persecutori/accusatori, a volte assenti, altre volte descritti con l'epiteto di amici. Ma la sofferenza di Giobbe gli viene da una sofferenza inflitta a lui da altri, al posto di altri: le maggiori religioni mondiali sono infatti fondate e si basano sul sacrificio del capro espiatorio (offerto in sacrifico per gli altri).

#### Nelle fiabe
Nel racconto di Charles Perrault "La Marquise de Salusses ou la Patience de Griselidis" si narra una storia di misoginia e odio inconscio nei confronti delle donne: un marchese prende in moglie Griselda, una semplice pastorella che vive nella foresta; le fa giurare di amare solo lui, la tiene chiusa in casa a fare la serva obbediente. Lui, sempre bello, giovanile e attraente, dopo 15 anni la ripudia dicendole che desidera sposare un'altra: sopraffatta dall'amore assoluto che gli porta, Griselda accetta da lui tutto. Nella nostra società patriarcale questa storia può essere interpretata come morale, Griselda sopporta le sofferenze e le umiliazioni tanto da conquistarsi il paradiso: oggi ella riflette in maniera perfetta il masochismo morale.

#### Nelle donne
La società maschilista predisporrebbe le donne al masochismo: la civiltà storica di tipo maschile ha sempre imposto alle donne un ruolo subordinato, passivo, una posizione di sottomissione e dipendenza masochista.
Secondo Reik lo stato biologico delle donne, le mestruazioni, la deflorazione, il parto avrebbero una connotazione masochista.

Per Simone de Beauvoir la donna, spesso dominata sia dal marito che dai figli, ridotta alla schiavitù del lavoro domestico, ha sempre vissuto una forma di masochismo sociale all'interno del quale ella stessa si crogiola: "molte donne si dilettano nel loro ruolo di vittime predestinate, sono dolorose schiave dei propri mariti e figli, ed in ciò provano una gioia masochista".

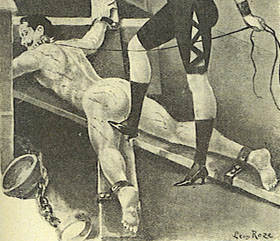
Illustrazione di masochismo erogeno.

Le giovani donne son sempre state persuase ad attendere con fiducia il principe azzurro, colui che risolverà tutto; ma a volte questi finisce per apparire come un sadico affascinante. Un incontro con un torturatore sadico è il rischio più grande, egli umilia e colpisce la sua preda, la isola, la convince che senza di lui lei non è niente. Il rischio è che lei finirà per crederci e cadere così nel masochismo morale. Ancor più che la paura del carnefice, trasferirà in sé la paura di essere nulla senza il padrone.

### Masochismo erogeno
Qui la soddisfazione erotica è richiesta consapevolmente, dopo che il soggetto ha stabilito coscientemente il collegamento tra la sofferenza e la soddisfazione che questa gli dà; in tal modo si differenzia dal masochista nevrotico il quale ignora le ragioni del suo comportamento.

#### Scena primaria
Il ricordo di una punizione subita nell'infanzia ed immediatamente erotizzata si ritrova nei ricordi di molti masochisti.
Per Sacher-Masoch l'iniziazione al masochismo gli fu impartita soprattutto da una scena di cui fu testimone da bambino: nel suo testo "Cose vissute" racconta dell'adulterio commesso dalla zia, vestita con pelliccia di zibellino e stivali; nascosto si mise a spiarla, affascinato dall'inganno della donna nei confronti del marito. Sorpreso, viene da questa subito dopo picchiato di santa ragione: questa scena originale, congelata nella sua immaginazione, si è da allora in avanti sempre riproposta come desiderio di "uomo che vuol esser umiliato dalla donna". Ciò determinerà non solamente tutta la successiva carriera di scrittore, ma anche l'intera sessualità adulta; i suoi romanzi sono ricolmi di scene in cui donne forti in pelliccia e stivali frustano gli uomini.
Jean-Jacques Rousseau nelle sue Confessioni racconta delle sculacciate a cui era sottoposto all'età di otto anni dalla giovane e bella governante: "Chi potrebbe credere che questa punizione ricevuta a otto anni per mano di una donna di trenta, avrebbe deciso i miei gusti, i miei desideri, le mie passioni per il resto della mia vita".
Nel suo libro Françoise Maîtresse, Annick Foucault cita una doppia scena di sculacciate che visse da bambina quasi in stato di trance.
Dice Freud nei "Tre saggi sulla teoria sessuale": "Una delle origini erogene della tendenza passiva alla crudeltà (masochismo) è l'eccitazione dolorosa della zona dei glutei, un fenomeno ben noto e già descritto da J.J. Rousseau. Gli educatori hanno edotto correttamente che la punizione corporale, che solitamente si applica proprio a quella parte del corpo, va evitata in tutti i bambini che risentono delle influenze della civiltà, in quanto corrono il rischio di sviluppare la loro libido in direzioni collaterali.."

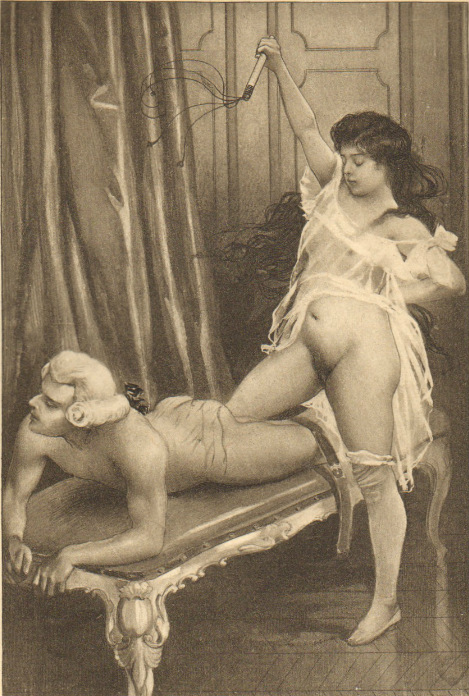
Scena di masochismo, in cui la donna usa una frusta sull'uomo. Illustrazione di Édouard-Henri Avril tratta da Fanny Hill. Memorie di una donna di piacere.

#### Il Sesso e il Sacro
Gli esseri umani hanno sempre avuto bisogno di costruirsi idoli, creare rituali e cerimonie: il masochismo è un'esperienza mistica, afferma con convinzione l'autore francese André Pieyre de Mandiargues. Il gioco masochista permette al giocatore di accedere ad uno 'stato altro' di coscienza e per un solo momento diventa lo schiavo che nella vita reale non è, una sorta di moderni saturnalia. Come conferma anche il vescovo Clifford: la fustigazione, o qualsiasi altro procedimento simile, viene utilizzato per unire la mente umana al divino. In Occidente la condizione di estasi raggiunta attraverso il dolore è abitualmente classificata in sadismo e masochismo.
Ancora Reik: "il martire si sente esattamente come il masochista perverso, un momento di paradiso che non è troppo caro da pagare con la morte. Entrambi sono in ultima analisi spinti incontro al piacere" (tramite il dolore).

#### Il gioco masochista e l'oppressione sociale
L'intera storia dell'umanità è traducibile come oppressione sociale e religiosa che si riverbera nell'universo della "festa (gioco) masochista" Per Michel Onfray, nel suo Trattato di ateologia "Gli uomini s'inventano mondi dietro il mondo (citando Nietzsche)... la religione produce la pulsione di morte...: un errore di calcolo... Solo gli uomini s'inchinano in masochistica umiliazione davanti al loro dio (o dei), credendo fermamente a tutte le storie inventate su di lui
Se il masochista morale vive nella pulsione di morte, il masochista erogeno è in se stesso un pulsare vitale, diviene così un custode della vita stessa; egli non vive di proiezioni, ma dentro la sua vita sessuale più intima. Freud ci avvisa, nell'"Avvenire di un'illusione", che per gli esseri umani "l'adozione di una nevrosi universale (cioè d'una religione) li esonera dal compito di crearsi una nevrosi personale": il masochista preferisce la sua piccola nevrosi personale e s'inventa un dio attraverso il proprio padrone, e davanti al suo dio o dea s'inchina, s'inginocchia, umile e in adorazione. Il gioco masochista non solo riproduce esattamente il comportamento della fede religiosa, ma v'aggiunge in soprappiù tutto il suo zelo.
La donna non è che l'ultima vittima della società patriarcale? La si veste allora come cameriera, serva; e quando fa un errore è perché ella stessa vuol essere punita. La nostra società calunnia la prostituta. La Santa Inquisizione ha bruciato vive le donne, le streghe, ha utilizzato la tortura come punizione. Il masochista (la cui essenza è femminile per natura) rovescia tutte le convinzioni di punizione: attraverso il suo gioco, la sua obbedienza assoluta, distrugge gli ordini impartitigli i quali non sono altro che accettazione vergognosa e ridicola dell'autorità. finendo col renderli impotenti.

#### Castità
Alcuni uomini durante il gioco masochista usano la castità per calmare i timori di castrazione; il loro sesso, divenuto prigioniero, per un momento non corre più alcun pericolo. Molti credono che la mistress sia come una divinità intoccabile il cui sesso è divino e davanti a cui pregano; il proprio invece lo considerano inutile, da ingabbiare quindi, da legare Attraverso il bondage l'uomo può così regolare i propri timori; il farsi legare dalla padrona gli permette di calmarsi, tranquillizzarsi.
Pascal Quignard ne parla approfonditamente in "Le sexe et l'effroi" (Sesso e terrore): il sesso delle donne rappresenta l'inconscio, il non-essere e la morte; e praticando il bondage l'uomo si vieta, s'interdice alla donna. Proprio come quando Sacher-Masoch fantastica sopra il corpo marmoreo della sua Venere, costruendosi una donna di pietra ne 'castra la pericolosità'. Si può anche prendere distanza da una donna installandola su un piedistallo, rendendola ancora e sempre intoccabile, su un altare abbigliata di cuoio dalla testa ai piedi: è diventata l'idolo di cuoio.

#### Masochismo erogeno delle donne
Ci sono diversi tipi di donne masochiste, sessualmente parlando. La prima sarebbe quella vittima d'un uomo con impulsi sadici il quale li avrebbe tuttavia incanalati; da dominatore la educa, usa la propria influenza e talvolta anche la violenza: la donna, vittima dominata, accetta per l'amore che porta all'uomo. Come l'eroina del romanzo "Le Lien" (1992) di Vanessa Duries; nel libro l'autrice parla della pantofola e della cintura di coccodrillo che il padre utilizzava spesso su di lei per punirla, confessando anche che ciò gli donava ogni volta una sensazione strana di orgoglio. Moltissimi masochisti hanno sognato di essere al suo posto
In "Françoise Maîtresse" Désirée è una masochista morale, che ci mette però un po' di tempo prima di capirlo: lei incontra un ragazzo stile macho, un 'principe azzurro' il quale dopo un po' comincia ad umiliarla, a svilirla. "Sei solo un mucchio di carne andata a male quando scopi" le dice, ma lei continua ad amarlo, fino a che non si ribella; perso tutto il potere che ha sulla ragazza, l'uomo si suicida. Ma l'unione continua anche dopo la morte, Désirée al cimitero s'infila l'urna calda con le ceneri dell'amato tra le cosce.
Quando Theodor Reik parla di masochismo nelle donne utilizza una tautologia: la donna è masochista così come il negro ha la pelle scura. Ma poi continua in questi termini: "la passività può essere facilmente associata con la sessualità femminile; ma la sofferenza, il desiderio di essere legati o picchiati, umiliati, non fa parte della normale sessualità delle donne. La questione se le donne siano più o meno masochiste di un uomo può essere decisa velocemente. In questo senso [come perversione] la donna è certamente meno masochista (di quanto può giungere ad esserlo un uomo)".

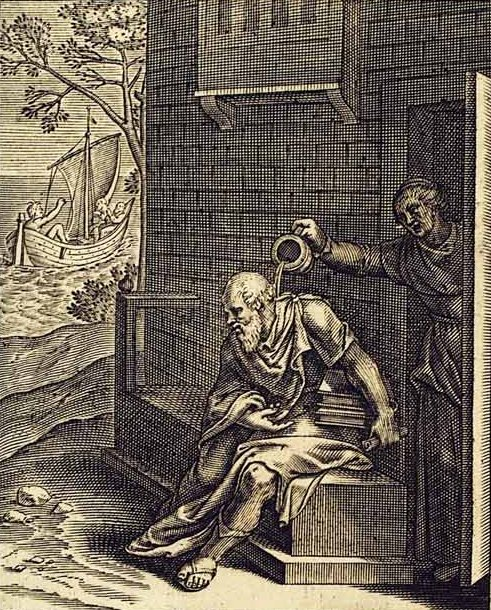
Santippe svuota il vaso da notte sulla testa di Socrate. Sullo sfondo, un uomo molesta una coppia di anziani su una barca a vela.

#### Masochismo nell'antichità
Secondo il dottor Sacha Nacht, psicoanalista francese di origine romena, il re Salomone in età avanzata si faceva picchiare dalle donne per eccitare la propria virilità quasi del tutto spenta; mentre Giuseppe Flavio racconta che il fratello di Erode, Phérosas, si faceva incatenare e frustare dalle sue schiave con lo stesso intento. Sempre secondo Sacha Nacht poi, Socrate nei suoi rapporti con la moglie Santippe offre un celebre esempio di completo masochismo maschile, inoltre "il fatto che tra gli ex-voto delle cortigiane dell'antichità ai templi di Venere, la Dea dell'amore, vi fossero fruste e vari altri oggetti sadomaso dimostrano chiaramente l'uso erotico che ne veniva fatto. Nel Satyricon di Petronio Arbitro Encolpio viene fustigato con le ortiche nell'intento di aumentarne la virilità".
Secondo Raphaël Ledos de Beaufort Sacher-Masoch è ben lungi dall'esser stato il creatore della teoria che ha sostenuto: la teoria del piacere nel dolore è sempre esistita, l'idea che nulla è così invidiabile come l'esser colpiti dall'amato/a ha sempre avuto fan e sostenitori. "La storia antica e le mitologie di tutto il mondo abbondano di esempi in tal senso: Dioniso e le Menadi, Eracle e Onfale, la maga Circe e i compagni di Odisseo, Attis e Cibele, i sacrifici fatti al dio Moloch (divinità) e a Baal, Tomiri la regina dei Massageti, Semiramide che fa frustare i principi prigionieri divenuti suoi amanti.
In una prefazione a Venere in pelliccia Raphael Ledos Beaufort insiste su questo punto, citando il rapporto tra Sansone e Dalila, aggiungendo poi che a Sparta i giovani maschi venivano allevati secondo il principio di uno stoico masochismo: annualmente, gli adolescenti venivano frustati nella pubblica piazza durante le feste dionisiache, e pratiche simili si ritrovano anche presso il culto rivolto ad altre divinità. Ritroviamo la ricerca di godimento nel dolore nel culto di Cibele sia ad Atene che a Sparta, ma anche in tutta l'Asia minore e poi a Roma ove gli era stato eretto un tempio proprio sul colle Palatino: questo, di venire fustigati a sangue, era il primo dovere a cui si sottoponevano gli adepti della Dea.
Ancora Sacha Nacht "Per lungo tempo gli artisti vedranno queste pratiche come mezzo di stimolazione. Una sorta di afrodisiaco." Il sessuologo Havelock Ellis sarebbe incline ad accettare come un fatto biologico, del tutto istintuale, la virtù stimolante che può prendere il dolore.

#### La questione del masochismo religioso
"Solo la sofferenza rende la vita sopportabile", parola di Margherita Maria Alacoque (monaca, mistica francese, nonché santa); Maria Maddalena de' Pazzi andava in estasi ogni qual volta veniva presa a scudisciate dalla priora del convento in cui risiedeva, come consumata da fiamme interiori: "Quella fiamma che mi brucia... è troppo il piacere e la felicità che dona!"
"Nessun psicologo, nessun analista ha mai potuto dare una descrizione delle qualità specifiche dell'esperienza masochista migliore di quella che son riusciti a dare gli asceti e i santi del Medioevo raccontando delle proprie estasi mistiche. La goffaggine, la banalità delle espressioni e la mancanza di immaginazione della psicologia scientifica diventa ancora più evidente se confrontato con la testimonianza di questi analfabeti, anche ignorando il fatto che la percezione psicologica di essi risulta essere superiore a qualsiasi psicologia accademica. Prova ne siano i saggi di Santa Teresa del Bambin Gesù e le lettere di Caterina da Siena; queste sono più importanti per la delucidazione del masochismo psicologico che l'intera lettura di Krafft-Ebing."
"La fustigazione, che è stato utilizzato principalmente a scopo di auto-punizione dai monaci e asceti cristiani, poi diventa un mezzo di eccitazione sessuale. Aumentando la sofferenza produce estasi. La Chiesa, infine, deve guardarsi dalle pratiche espiatorie troppo dure perché possono spesso portare alla soddisfazione sessuale... Il masochista accoglie i colpi di frusta inflitti su di lui da una prostituta con la stessa gioia vissuta dai primi martiri."
Lo stesso Sacher Masoch ha lasciato scritto: "Ho divorato le leggende dei santi e la lettura dei tormenti subiti dai martiri i quali mi gettarono in un profondo stato febbrile". Questo è comune a molti masochisti:"I santi legati, bruciati vivi, i martiri furono le prime immagini che provocarono in me sentimenti erotici".

## Fonti letterarie, filosofiche, psicoanalitiche
Per Gilles Deleuze e Félix Guattari, il masochista è riuscito a costruirsi un vero e proprio corpo senza organi.

## Cultura

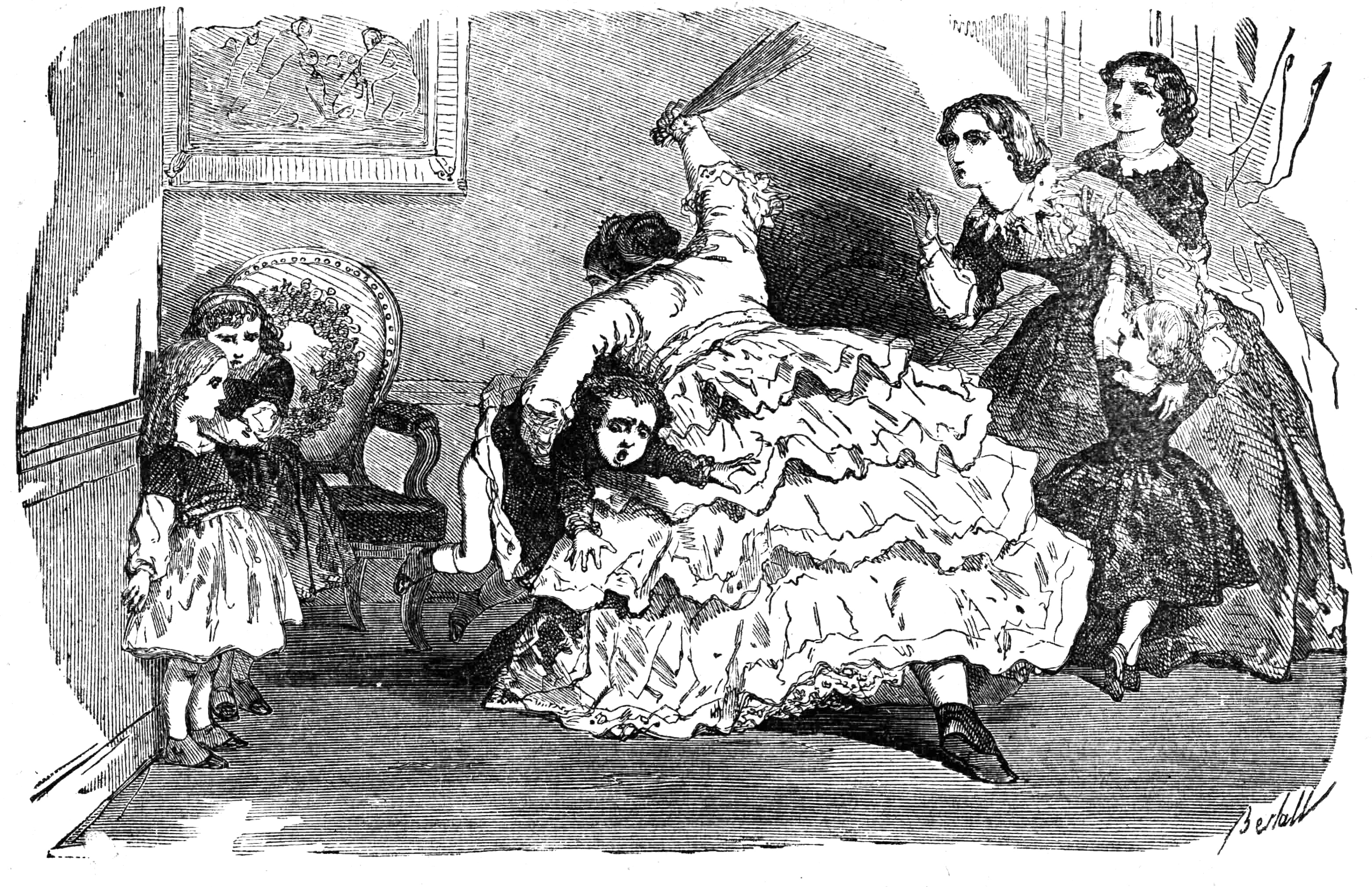
Illustrazione tratta dal romanzo Les Petites Filles modèles della contessa di Ségur: la piccola Sophie viene punita tramite birching.

### Letteratura
Forse il primo accenno letterario al masochismo, se non in assoluto a quello di una parafilia, compare in uno scritto latino del 1494 di Giovanni Pico della Mirandola, "Disputationes adversus astrologiam divinatricem". Pico scrive infatti : "e' ancor vivo un mio conoscente di straordinaria libidine, che non pratica tuttavia atti sessuali se non venga battuto; e tanto medita una tale enormità, tanto desidera crudeli battiture, che incalza chi lo percuote se non infierisce, né è soddisfatto se non sgorga il sangue, se i colpi violenti non feriscono le membra innocenti di un uomo tanto colpevole. e il disgraziato domanda un tal servigio con grandi preghiere dalla femmina da cui va, e le porge la frusta, in precedenza da lui preparata con aceto, e supplica la meretrice di colpirlo, e quanto più fortemente è battuto tanto più si eccita, di pari passo procedendo in lui il dolore e la voluttà, unico uomo in cui il godimento corporeo si trovi in mezzo ai tormenti. Egli del resto, essendo in ogni altro lato non cattivo, riconosce e detesta il suo malanno, ed essendo mio familiare da molti anni mi ha svelato tutto questo suo difetto. E poiché mi informavo con cura della causa di così insolito malanno mi rispose: 'è un'abitudine contratta da bambino...'"
l'autore che ha conquistato nell'immaginario collettivo il posto predominante è De Sade naturalmente, anche se ogni riferimento diretto a lui in tal caso può risultare pericoloso: la sua opera vuole dimostrare tutta la crudeltà insita all'interno del sistema sociale, fino a giungere all'estrema criminalità con la violenza e l'omicidio nei confronti dei bambini (le persone per eccellenza più indifese). Questa è anche la prova da lui utilizzata per dimostrare che la natura in sé stessa è malvagia e spietata (vedi in Opere e poetica di Donatien-Alphonse-François de Sade): pertanto, nel sadismo, non vi è alcun "gioco consensuale; il sadico gode soprattutto perché la vittima non acconsente: "Giammai un vero sadico sopporterà una vittima masochista". "Vogliono essere sicuri che i loro crimini costano lacrime, e che mai una ragazza li avrebbe accettati volontariamente", dice una delle vittime dei monaci in Justine o le disavventure della virtù · .
A parte alcuni libri influenti e molto espliciti al riguardo, la letteratura è comunque piena di fantasie e feticci sadici o masochistici: Gustave Flaubert ne La tentazione di Sant'Antonio e in Salambò; poi Octave Mirbeau, Jean Genet, Émile Zola in Nanà quando descrive la relazione tra Nanà e il conte Muffat che si ispira alla leggenda di Aristotele, nelle immagini che rappresentano il filosofo a quattro zampe, sulla cui schiena sta seduta a cavalcioni Filide armata con una frusta.
Fëdor Dostoevskij, così com'è affrontato da Freud, viene considerato come uno dei grandi masochisti morali davanti al Signore, secondo Paul Lawrence Assoun potrebbe esser associato al masochismo sociale espresso da Sacher-Masoch.
Sartre parla di masochismo nel suo saggio su Genet: "Il bambino indovina che una donna l'ha salvato da se stesso... e si sente maledetto, inadeguato... non è suo figlio, bensì un suo escremento. E vedremo come insistentemente, con quale piacere masochistico Genet si confronti più tardi con la spazzatura, come fosse un prodotto di scarto".
Nei libri della Contessa di Ségur, il cui tema ricorrente di punizioni corporali inferte ai bambini, riecheggia forse la sua infanzia infelice; crudamente illustrati, il realismo delle descrizioni si fa auto-compiacimento masochistico.
L'opera omnia di Leopold von Sacher-Masoch. Il masochismo, come già detto, è il cuore dell'intera creazione artistica di Masoch; nella sua letteratura esprime ciò che più spesso appare nella propria fantasia e la rende fattibile. In due tra i suoi maggiori libri, Madre di Dio e Le anime pescatrici evoca la morte come ultimo e maggiore desiderio masochistico.
Alcune poesie e testi di Baudelaire (dove paragona l'amore ad un'operazione chirurgica dolorosa ma necessaria) e Algernon Swinburne mostrano componenti masochiste, in particolare Swinburne era un noto masochista e algolagnico, praticando realmente la flagellazione.
Il romanzo francese di Dominique Aury Histoire d'O del 1954 è la storia di una donna masochista.
Molti romanzi popolari presentano inoltre la tematica.

### Cinema
- 1930 - L'angelo azzurro, regia di Josef von Sternberg
- 1963 - La frusta e il corpo, regia di Mario Bava
- 1967 - Bella di giorno, regia di Luis Buñuel
- 1974 - Il portiere di notte, regia di Liliana Cavani
- 1975 - Histoire d'O, regia di Just Jaeckin
- 1975 - Maîtresse, regia di Barbet Schroeder
- 1980 - Masoch, regia di Franco Brogi Taviani
- 1997 - Sick: The Life & Death of Bob Flanagan, Supermasochist, regia di Kirby Dick
- 1997 - Preaching to the Perverted, regia di Stuart Urban
- 2001 - Ichi the killer, regia di Takashi Miike
- 2002 - Secretary, regia di Steven Shainberg
- 2013 - Venere in pelliccia, regia di Roman Polański

## Spiegazione fisiologica del masochismo
Considerato come fenomeno non patologico, il masochismo viene comunemente spiegato come la condizione di chi vive la sottomissione come piacere; non necessariamente però il piacere conseguito consiste nell'orgasmo, che spesso, anzi, è vissuto dal soggetto masochista come il conclusivo momento di distensione e di abbandono, successivo però e non strettamente conseguente alle pratiche masochistiche di cui egli è stato oggetto consenziente.
Per quanto riguarda un aspetto marginale del masochismo, cioè il piacere (non sempre verificato e non di tutti i masochisti) di subire dolore (che però dovrebbe essere più correttamente indicato come algolagnia) le spiegazioni scientifiche si basano su livelli diversi, principalmente i recettori periferici del dolore e del piacere sono gli stessi. Il dolore fa produrre al cervello endorfine, che poi restano in circolo dando una sensazione di euforia.
Queste sensazioni in aggiunta allo stato mentale che si crea con il partner rendono il dolore un piacere da assaporare e vivere.
Ovviamente questo in un rapporto consensuale e vissuto liberamente.
Occorre anche ricordare, in questa sede, che il termine masochismo è usato, per estensione, per descrivere tutte quelle condizioni soggettive in cui l'essere umano si trova a vivere passivamente, senza reagire o reagendo in modo non determinato e assertivo, un'azione o comportamento altrui che genera sofferenza.